# Vrabtcha
Vrabtcha (en bulgare Врабча, translittération internationale Vrabča) est un village bulgare, annexé partiellement selon le Traité de Neuilly en 1919 par la Serbie. Il est divisé aujourd'hui entre la Bulgarie (dans la municipalité de Tran, la région de Pernik) et la Serbie (dans la municipalité de Dimitrovgrad, district de Pirot). Pour le village serbe voir Vrapča.
En 2005, le village bulgare comptait 52 habitants selon les données de l'Institut national de statistique de Bulgarie.

### Source
- Données statistiques sur la démographie de la Bulgarie, par région